# Uthaug

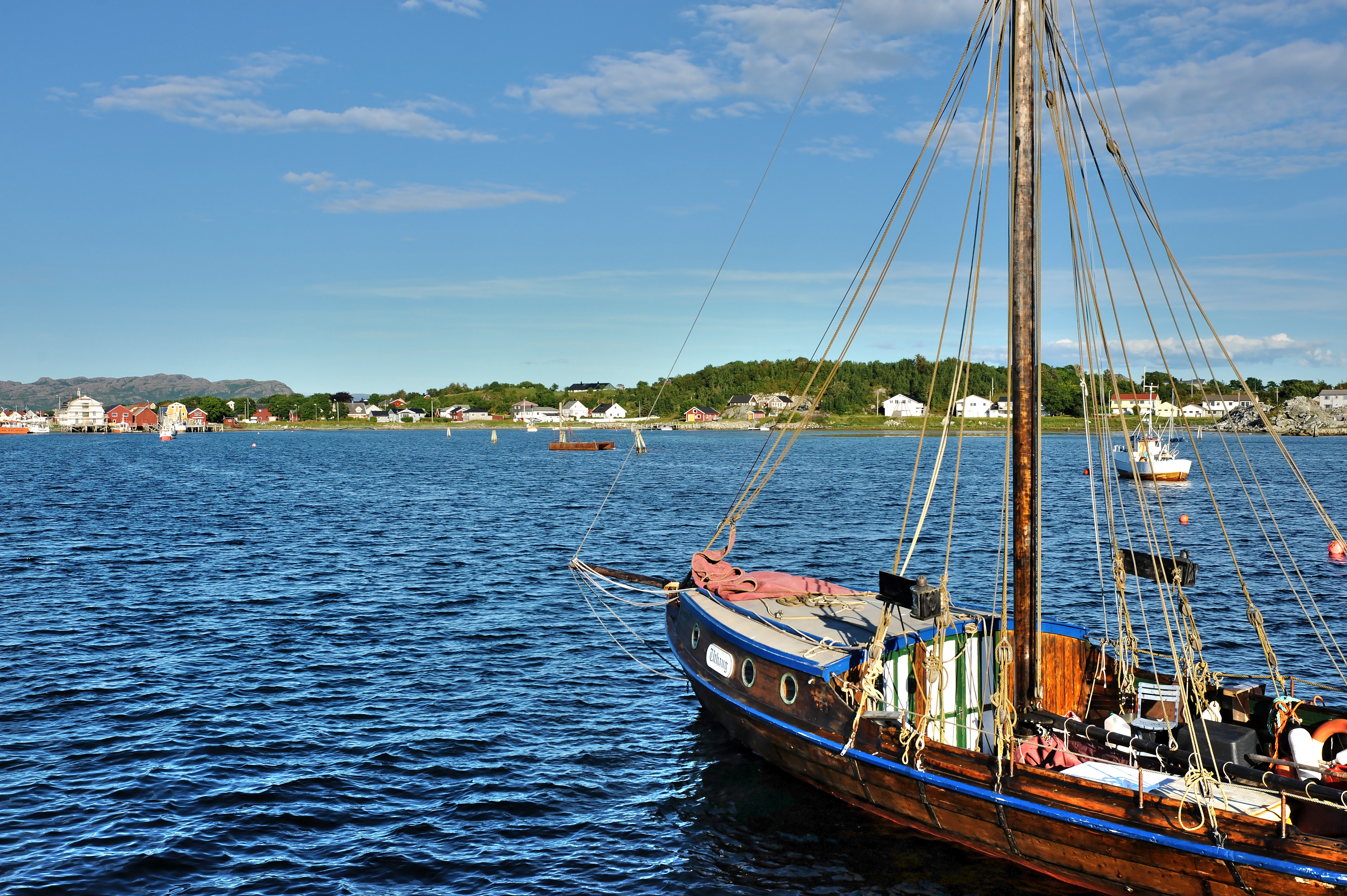
port d'Uthaug

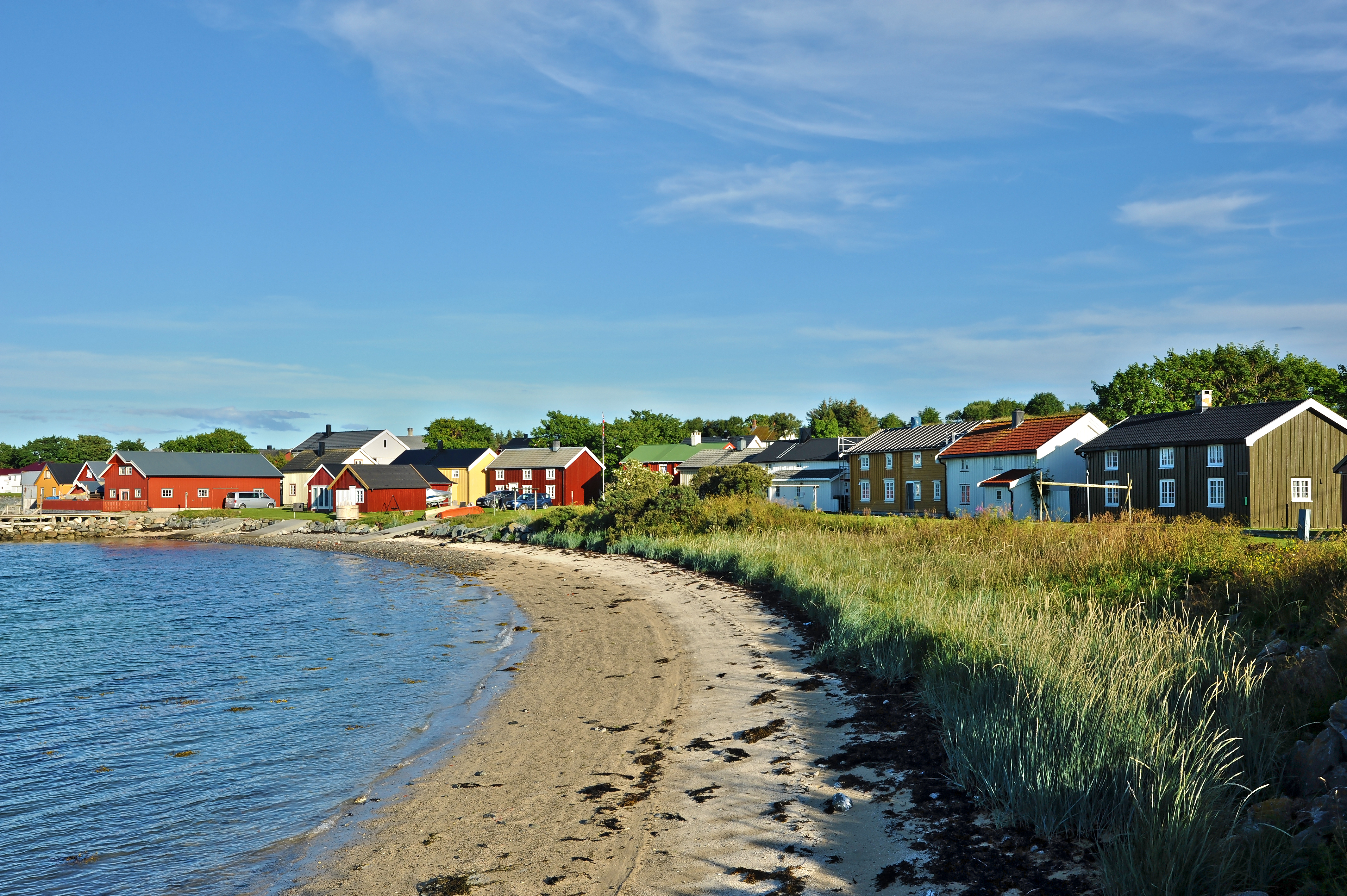
Sjøgata, Uthaugsgården

Uthaug est une localité du comté de Trøndelag, en Norvège. Il est situé sur la rive sud du Bjugnfjorden, à environ 4 kilomètres à l’ouest du village d’Opphaug, à environ 5 kilomètres au nord de la ville de Brekstad, et à environ 3 kilomètres à l’est du phare Kjeungskjær. L’aéroport d’Ørland se trouve juste au sud du village.
Le village de 0,38 kilomètre carré (94 acres) a une population en 2018 de 394 habitants et une densité de population de 1 037 habitants par kilomètre carré.
Uthaug abrite des industries de transformation du poisson et de fabrication du béton. Il a également un bon port avec un brise-lames. Le musée d’Uthaugsgården est un ancien poste de traite préservé situé dans le village.